# Asmus Bremer
Pour les articles homonymes, voir Bremer.
Asmus Bremer (né avant 1652 et mort le 31 juillet 1720 à Kiel, en Allemagne) était maire de Kiel.

## Biographie
Asmus Bremer est issu d'une famille vivant à Kiel depuis plusieurs générations. Son grand-père Hinrich Bremer était cordonnier et obtint la citoyenneté de Kiel en 1626. Son père Asmus Bremer l'Ancien était marchand de vin et de bière.
La date exacte de naissance de Bremer n'est pas connue. Son nom n'est pas inscrit dans le registre de baptême de l'église Saint-Nicolas de Kiel (de), commencé en 1652, de sorte qu'on peut supposer qu'il est né plus tôt. On sait qu'en 1670 il commença à étudier le droit à l'université Christian Albrecht de Kiel, qui n'avait été fondée que quelques années plus tôt. Il devint avocat, puis juge. Il a également dirigé la maison des pauvres de St. Jürgen et du Neugasthospital.
Il fut élu conseiller municipal en 1688 et maire de Kiel en 1702. Au départ, il occupait ce poste en alternance avec Michael Pauli chaque année. En 1711, tout le conseil de Kiel, y compris ses maires, tomba en disgrâce auprès du duc Charles-Frédéric de Holstein-Gottorp et de ses conseillers secrets Magnus von Wedderkop et Georg Heinrich von Görtz. Bremer fut démis de ses fonctions. Après la mort de Pauli en 1713, il fut cependant réintégré à la tête de la mairie et occupa la fonction de maire unique jusqu'à sa mort. Pendant son mandat, Asmus Bremer a essayé de renforcer Kiel économiquement et d'établir la ville comme une ville portuaire importante.
Asmus Bremer a épousé Dorothea Catharina Clausen, dont il a eu quatre filles et un fils. Une fille est décédée prématurément, une autre fille et son fils étaient handicapés. Sa femme lui survécut, mais sa situation financière fut si désastreuse après la mort de son époux qu'elle dut vendre sa chronique Chronicon Kiliense tragicum-curiosum à la ville pour 44 Reichstaler.

## Œuvre
Asmus Bremer est surtout connu pour ses contributions à la recherche sur l'histoire de Kiel. Il s'occupait personnellement des archives de la ville, et son œuvre Chronicon Kiliense tragicum-curiosum (Chronique tragico-curieuse de Kiel) reste à ce jour une référence de premier ordre. Il y décrit les accidents et les crimes qui ont eu lieu à Kiel entre 1432 et 1717. La chronique est fondée sur l'œuvre plus ancienne du pasteur Flintbeker Martin Coronäus, que Bremer a complétée grâce aux archives municipales.
Bremer a également compilé d'anciens documents et dossiers de Kiel datant de 1241 et a écrit une description du droit fluvial et balnéaire de la ville. À l'exception d'un poème en hommage à Friederike Amalia, la veuve du duc Christian Albrecht, aucune de ses œuvres ne fut imprimée de son vivant.

## Hommages
Asmus Bremer était considéré comme un maire particulièrement attentif à ses citoyens. Une sculpture créée en 1982 par l'artiste Frauke Wehberg le commémore sur l'Asmus-Bremer-Platz, qui porte son nom depuis 1976, dans la Holstenstraße de Kiel. Il est assis sur un banc « au milieu du peuple, son endroit favori durant son règne » (« mitten unter dem Volk, wo auch zu seiner Regierungszeit sein Lieblingsplatz war »).
Lui et sa femme sont des figures emblématiques de la fête populaire de Kieler Umschlag, au début de laquelle « Asmus Bremer sien Büx » (le pantalon d'Asmus Bremer – un drapeau) est hissé sur la tour de l'église Saint-Nicolas (de).
Un bateau de sauvetage en mer a également été nommé d'après Asmus Bremer.